# 萊吉亞湖
23°30′S 67°42′W / 23.500°S 67.700°W

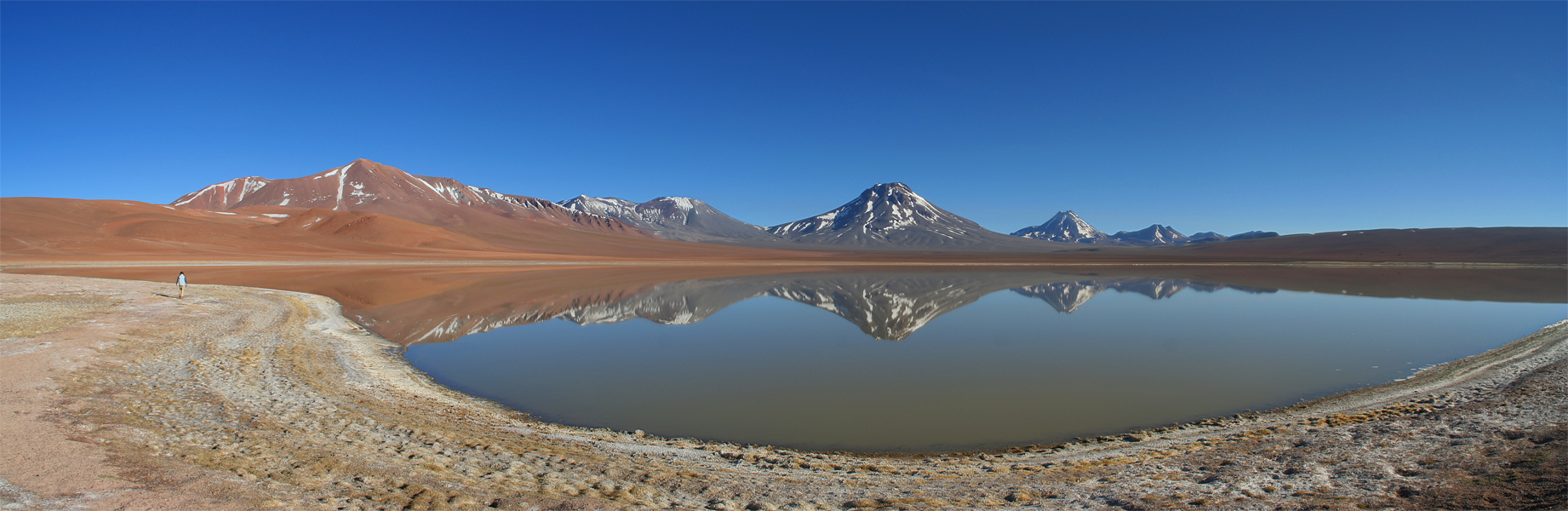

萊吉亞湖（西班牙語：Lago Lejía），是智利的湖泊，位於該國北部安托法加斯塔大區，面積1.9平方公里，集水區面積193平方公里，海拔高度4,325米，周圍有奇利克斯火山、拉斯卡爾火山、阿瓜斯卡連特斯火山和阿卡馬拉奇火山。